# Rhyscotus rotundatus
Rhyscotus rotundatus es una especie de crustáceo isópodo terrestre de la familia Rhyscotidae.

## Distribución geográfica
Es endémica de la isla de Santo Tomé (Santo Tomé y Príncipe).